# Benoît Delhomme
Benoît Delhomme (ur. 28 sierpnia 1961) – francuski operator filmowy. W 1982 ukończył studia w akademii filmowej École nationale supérieure Louis-Lumière.
Za film Zapach zielonej papai (1993) Trần Anh Hùnga nominowany był do nagrody Złotej Żaby na festiwalu Camerimage.
Zasiadał w jury Złotej Kamery na 72. MFF w Cannes (2019).